# パソケット
パソケットは、かつて開催されていたスタジオYOU（ユウメディア）主催による同人ソフト専門の即売会イベントである。

## 沿革
1988年（昭和63年）4月に第１回を開催。同年12月25日に第２回を開催した。
2005年8月の開催が最後であり、その後開催されていない。